# Estat Hall d'espín quàntic
L'estat Hall d'espín quàntic és un estat de la matèria que es proposa que existeixi en semiconductors bidimensionals especials que tenen una conductància espín-Hall quantificada i una conductància de càrrega-Hall que desapareix. L'estat de la matèria Hall d'espín quàntic és el cosí de l'estat de Hall quàntic sencer, i això no requereix l'aplicació d'un gran camp magnètic. L'estat Hall d'espín quàntic no trenca la simetria de conservació de càrrega i {\displaystyle S_{z}} simetria de conservació (per tal de tenir ben definides les conductàncies de Hall).

## Descripció
La primera proposta per a l'existència d'un estat Hall d'espín quàntic va ser desenvolupada per Charles Kane i Gene Mele que van adaptar un model anterior per al grafè de F. Duncan M. Haldane que presenta un efecte Hall quàntic sencer. El model Kane i Mele són dues còpies del model Haldane de manera que l'electró d'espín up presenta un efecte Hall quàntic d'enter quiral mentre que l'electró d'espín down presenta un efecte Hall quàntic d'enter antiquiral. A la dècada de 1990 es va introduir una versió relativista de l'efecte Hall d'espín quàntic per a la simulació numèrica de les teories de gauge quiral; l'exemple més senzill que consisteix en una teoria de calibre U(1) simètric de paritat i inversió de temps amb fermions massius de massa de signe oposat, un mode de superfície de Dirac sense massa i corrents a granel que porten quiralitat però no càrrega (l'espín Hall analògic actual). En general, el model Kane-Mele té una conductància de càrrega-Hall exactament zero, però una conductància d'espín-Hall exactament {\displaystyle \sigma _{xy}^{\text{spin}}=2} (en unitats de {\displaystyle {\frac {e}{4\pi }}} ). Independentment, Andrei Bernevig i Shoucheng Zhang van proposar un model de Hall d'espín quàntic en una complexa arquitectura de tensió que dissenya, a causa de l'acoblament espín-òrbita, un camp magnètic que apunta cap amunt per als electrons espín-alt i un camp magnètic cap avall per a electrons espín-baix. L'ingredient principal és l'existència de l'acoblament espín-òrbita, que es pot entendre com un acoblament de camp magnètic depenent del moment al gir de l'electró.
Els sistemes experimentals reals, però, estan lluny de la imatge idealitzada presentada anteriorment en què els electrons d'espín-alt i espín-baix no estan acoblats. Un assoliment molt important va ser adonar-se que l'estat d'espín quàntic Hall continua sent no trivial fins i tot després de la introducció de la dispersió d'espín-alt espín-baix, que destrueix l'efecte Hall d'espín quàntic. En un article separat, Kane i Mele van introduir un topològic {\displaystyle \mathbb {Z} _{2}} invariant que caracteritza un estat com a aïllant de banda trivial o no trivial (independentment de si l'estat presenta o no un efecte Hall d'espín quàntic). Estudis addicionals d'estabilitat del líquid de vora a través del qual té lloc la conducció en l'estat Hall d'espín quàntic van demostrar, tant analíticament com numèricament, que l'estat no trivial és robust tant per a les interaccions com per als termes d'acoblament d'òrbita espín extra que barregen espín-alt i espín electrons avall. Aquest estat no trivial (que presenta o no un efecte Hall de gir quàntic) s'anomena aïllant topològic, que és un exemple d'ordre topològic protegit per simetria protegit per simetria de conservació de càrrega i simetria d'inversió temporal. (Tingueu en compte que l'estat Hall d'espín quàntic també és un estat topològic protegit per simetria protegit per simetria de conservació de càrrega i espín). {\displaystyle S_{z}} simetria de conservació. No necessitem la simetria d'inversió temporal per protegir l'estat de Hall d'espín quàntic. L'aïllant topològic i l'estat Hall d'espín quàntic són diferents estats topològics protegits per simetria. Per tant, l'aïllant topològic i l'estat Hall d'espín quàntic són diferents estats de la matèria.)

## En pous quàntics de HgTe
Atès que el grafè té un acoblament gir-òrbita extremadament feble, és molt poc probable que suporti un estat Hall de gir quàntic a temperatures assolibles amb les tecnologies actuals. L'any 2006 Bernevig, Hughes i Zhang van predir que els aïllants topològics bidimensionals (també coneguts com a aïllants Hall d'espín quàntic) amb estats de vora helicoïdal unidimensionals es produïen en pous quàntics (capes molt fines) de tel·lurur de mercuri intercalat entre tel·lurur de cadmi. i es van observar el 2007.
Es poden construir diferents pous quàntics de gruix de HgTe variable. Quan la làmina de HgTe entre el CdTe és prima, el sistema es comporta com un aïllant normal i no condueix quan el nivell de Fermi resideix a la banda buida. Quan la làmina de HgTe es varia i es fa més gruixuda (això requereix la fabricació de pous quàntics separats), es produeix un fenomen interessant. A causa de l'estructura de banda invertida de HgTe, a un cert gruix de HgTe crític, es produeix una transició de Lifshitz en la qual el sistema tanca la bretxa de la banda a granel per convertir-se en un semimetall, i després la torna a obrir per convertir-se en un aïllant de Hall d'espín quàntic.
En el procés de tancament i reobertura de la bretxa, es treuen dos estats de vora de la massa i travessen la bretxa a granel. Com a tal, quan el nivell de Fermi resideix al buit massiu, la conducció està dominada pels canals de vora que creuen el buit. La conductància de dos terminals és {\displaystyle G_{xx}=2{\frac {e^{2}}{h}}} en l'estat Hall d'espín quàntic i zero en l'estat aïllant normal. Com que la conducció està dominada pels canals de vora, el valor de la conductància hauria de ser insensible a l'amplada de la mostra. Un camp magnètic hauria de destruir l'estat de Hall d'espín quàntic trencant la invariància de la inversió del temps i permetent processos de dispersió d'electrons d'espín-baix a la vora. Totes aquestes prediccions s'han verificat experimentalment en un experiment realitzat als laboratoris Molenkamp de la Universitat de Würzburg a Alemanya.